# Pisocrinidae
Famille
Genres de rang inférieur
- † Cicerocrinus
- † Pisocrinus ( genre type)
- † Playfordicrinus

Les Pisocrinidae est une famille éteinte de crinoïdes de l'ordre des Pisocrinida.
Selon Paleobiology Database, c'est la seule famille de l'ordre des Pisocrinida. Le genre type est Pisocrinus. Les différentes espèces se rencontrent dans des terrains datant du Silurien au Dévonien, avec une répartition mondiale.